# Річард Брінслі Шерідан
Ричард Бринслі Шерідан (30 жовтня 1751, Дублін — 7 липня 1816, Лондон) —  англійський письменник, драматург, політик.

## Життя і творчість
Вивчав юриспруденцію. Батько Шерідана був актором, мати — письменницею.
З 1776-го до 1809-го Шерідан керував  театром на Друрі-Лейн. У 1780—1812 роках був членом парламенту. Обіймав посаду скарбника адміралтейства, репрезентував радикальну групу партії віґів. У житті Шерідана було чимало пригод, він здобув славу драматурга, політичного оратора, але всенародне визнання наприкінці життя змінилося майже цілковитим забуттям. Помер Шерідан у злиднях, похований в Куточку поетів Вестмінстерського абатства.
У творчості Шерідана набула розвитку «весела комедія», яка наблизила англійську драматургію до реалістичної. Загалом комедія уславленого письменника завершила етап розвитку просвітницької комедії звичаїв у англійській літературі. Свого часу надзвичайно популярними були п'єси Шерідана: «Суперники» («The Rivals», 1775), «Дуенья» («The Duenna», 1775), «День святого Патрика» («St. Patrick's Day», 1775), «Мандрівка до Скарборо» («A Trip to Scarborough», 1777), «Школа лихослів'я» («The School for Scandal», 1777), «Критик» («Vat Critic», 1779), «Лізарро» (1779). Шерідан також писав вірші, сонети, частина яких увійшла до його п'єс.

## Шерідан і театр
Шерідан прийшов у театр після одруження зі співачкою Елізабет Лінлі. Історія цього шлюбу сповнена легенд і чуток, адже юний Шерідан познайомився з майбутньою нареченою у курортному містечку Бат, бився за неї на дуелі, посварився з батьком. Події особистого життя Шерідан узяв за основу під час написання своєї першої комедії «Суперники». Незважаючи на простий сюжет, п'єса мала неабияку сатиричну силу, спрямовану проти сентиментальної драматургії. У передмові до комедії Шерідан одразу  задекларував свої вимоги до цього жанру: необхідність легкої і невимушеної фантазії, сміху, що приховує сатиру, а також «гостроти слів». Проте драматург ніколи спеціально не писав теоретичних досліджень про комедіографію. Про його погляди на жанр ми дізнаємося з прологів до п'єс та із комедії «Критик». У ній, зокрема, вказується на необхідність у |п'єсі напруженої інтриги та відгуку на сучасні життєві проблеми. На думку драматурга, зайва сентиментальність порушує природність дії та характерів головних персонажів.
Уже в перших творах Шерідана виявилися визначальні особливості його комедій — дотепність, майстерність інтриги, принцип контрасту в основі дії та характерів, двоплановість композиції, живий англійський гумор.

## Ранні комедії
У ранніх комедіях Шерідан висловлює прогресивні погляди на сім'ю і виховання. Він — противник усього лицемірного, неприродного у поведінці людей, не погоджується із безправністю молоді у сім'ї. Не випадково у «Суперниках», і особливо у «Дуеньї», він зосереджує увагу на моральних проблемах свого часу. Ми не лише сміємося над невіглаством місіс Малапроп, котра перекручує значення багатьох слів, а й дізнаємося про коло тих книг, які повинна була прочитати кожна молоденька англійка. Так, Лідія Ленгвіш ховає від тітки «Переґріна Пікля», «Овідія», «Родеріка Рендома», «Сльози чутливості», залишаючи на видному місці лише «Моральний обов'язок людини», «Повчання місіс Шапон», «Казання Фордайса» і «Листи Честерфілда». А в «Дуеньї» Шерідан звертає увагу на нове явище у житті англійського суспільства: поєднання аристократії та буржуазії (шлюбний контракт, який хоче укласти дон Жером, видавши доньку за гендляра Мендозу). Причому Шерідан зауважує, що дон Жером свого часу одружився не з кохання, а спокусившись багатим посагом. У стилізованій комедії драматург дотепно вирішує проблеми своєї країни.

## Пізні комедії
У пізніх комедіях, як, приміром, у «Мандрівці у Скарборо», Шерідан глибше досліджує конфлікт грошей і моральності людини у суспільстві. Сюжетним підґрунтям цієї п'єси слугувала фабула «Невиправного» Д. Ванбру. Конфлікт розгортається навколо посагу нареченої. Автор зіштовхує двох братів — лорда Фоппінгтона і Тома Фешона. Мотив двох братів-суперників стане також провідним організаційним осердям у «Школі лихослів'я». Образи персонажів у «Мандрівці у Скарборо» ще нагадують персонажів комедії епохи Реставрації: Том Фешон — кмітливий пройда, який спритно обдурює свого брата і не має жодних моральних принципів; уособленням дурості і франтуватості виступає лорд Фоппінгтон, якому гроші забезпечили авторитет і становище у суспільстві. Саме у цій п'єсі Шерідан впритул наблизився до створення соціальної комедії.

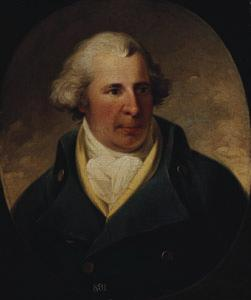
Портрет Річарда Шерідана, 1793. Художник — Карл Антон Гікель

## «Школа лихослів'я»
Всесвітню славу Шерідану принесла «Школа лихослів'я». За формою вона нагадує комедію класицизму, а її центральний персонаж Джозеф Серфес — Тартюфа. Однак не лише лицемірство та святенництво визначають цей характер. На відмінну від Мольєра, Шерідан трактує образ Джозефа як результат уже усталених стосунків у суспільстві XVIII ст. Реалістичний характер віддзеркалює сформовану систему моральних вартостей. Характери всіх персонажів проявляються у реальних вчинках. Зв'язками суспільного й особистого обумовлена поведінка героїв комедії в цілому. При цьому поглиблюється комізм окремих образів. Так, при розкритті характеру Джозефа драматург використовує не лише традиційний прийом контрасту між видимістю і сутністю явища, а й прийом «розкладення явища зсередини». Образ Джозефа має подвійну структуру, яка увібрала в себе все розмаїття стосунків у сучасному драматургу суспільстві. Джозеф постає як багатолика «маска». Дещо інакше побудований характер леді Снірвелл. Замолоду її скривдили лихослів'ям, тож тепер вона так само злостиво ставиться до інших людей. У своєму широкому лихослів'ї леді Снірвелл наближається до драматичного персонажа. Типовість характерів підкреслює другий план — соціальне тло, змальоване в комедії через другорядні сцени, коли глядачі могли стежити за тим, як псуються репутації у «школі лихослів'я» в салоні леді Снірвелл.
У комедії Шерідан виразно окреслив об'єкт сатири — конкретне суспільство і конкретне соціальне явище — лихослів'я. Авторська позиція висловлена у «Присвяті» п'єси, де Шерідан кидає виклик пліткарям. Драматург намагається протиставити світові зла «живу істоту», яку навіть пліткарі змушені були б визнати. Такою «живою істотою» цілком може бути образ Чарлза Серфеса, молодшого брата Джозефа. Чарлз не визнає святенництва, заздрості, пліток і відкрито виступає проти них. У середовищі леді Серфес також побоюються «чистої душею та серцем» Мераї, але, щоб говорити про неї як про «живу істоту», треба мати повне уявлення про її характер, натомість Шерідан залишив його без розвитку.
Не залишає драматург поза увагою і проблем сім'ї, показуючи на прикладі подружжя Тізл, як згубно позначилося захоплення лихослів'ям на леді Тізл, котра ледве не стала жертвою Джозефа. Загалом комедія пронизана витонченим сарказмом Шерідана у ставленні до світських звичаїв та їхніх адептів. Це помітно навіть у прізвищах персонажів, які в українському перекладі означають «змія», «насмішниця», «поверховий» тощо.

## Політичне життя
У 1780 році Шерідан залишив театр і захопився політичною кар'єрою. Він уславився своїми полум'яними промовами під час процесу у справі Воррена Гастінґса, намісника Британії в Ост-Індії. Шерідан відкрито засудив колоніальну політику Англії. Настрої цієї промови згодом набудуть віддзеркалення у його виступах на захист Французької революції 1789—1793 років і проти загарбницької політики Наполеона. Вони відіграватимуть важливу роль і в єдиній трагедії Шерідана «Пісарро» (переробка п'єси А. Коцебу «Іспанці в Перу»). Шерідана-політика вельми шанував Джордж Гордон Байрон, який товаришував з ним в останні роки життя драматурга. Саме до Шерідана молодий поет прийшов після свого виступу в парламенті на захист луддитів (1812).